# Безсмертки циліндричні
Безсмертки циліндричні (Xeranthemum cylindraceum) — вид рослин з родини айстрових (Asteraceae), поширений у Марокко, південній частині Європи, в західній Азії.

## Опис
Однорічна рослина 10–40 см заввишки. Кошики з 10–40 квіток. Зовнішні листочки обгортки довгасто-циліндричні, на спинці повстяні-волосисті; внутрішні листочки трохи довші за зовнішні, майже прямостійні, блідо-рожеві, пізніше коричневі.

## Поширення
Поширений у Марокко, південній частині Європи, в західній Азії.
В Україні вид зростає на сухих схилах — у гірському Криму, переважно на ПБК.